# Constâncio Alves
Antônio Constâncio Alves (Salvador, 16 de julho de 1862 — Rio de Janeiro, 13 de fevereiro de 1933) foi um médico, jornalista, orador e ensaísta brasileiro.

## Formação
Iniciou o curso de direito em Recife, em 1880, abandonando-o pouco depois para ingressar no curso da Faculdade de Medicina da Bahia, no qual se formou em 1885. Exerceu o jornalismo desde os anos de estudante. Em 1890, transferiu-se para o Rio de Janeiro e entrou para o Jornal do Brasil, de Rodolfo Dantas, onde manteve, durante muitos anos, uma seção diária, com notas cheias de ironia, de malícia, de humorismo e de sabedoria. Quando se deu a reação violenta do jacobinismo republicano, o Jornal do Brasil, que era então um baluarte de ideias monarquistas, foi um dos diários mais visados do Rio. Em 1896, Constâncio Alves estava no Jornal do Commercio, publicando o "Dia a dia", seção quotidiana. Durante a sua longa permanência de 36 anos no Jornal do Commercio, ele tratou de todos os assuntos da cultura, menos da política. Os milhares de suas notas constituem uma coleção singularmente preciosa das letras jornalísticas e mesmo literárias. Costumava assinar apenas "C. A".

## Atividades
Embora fosse médico, Constâncio Alves nunca exerceu a medicina. Além de jornalista, foi funcionário da Biblioteca Nacional, onde ingressou em 1895, tendo chegado a diretor da seção de manuscritos, de 1903 a 1913. Foi escritor de poucos livros mas de muitos trabalhos esparsos. Era também poeta. Assim como os seus artigos para a imprensa, as poesias que escreveu jazem esquecidas nas páginas dos jornais e revistas onde apareceram. Alguns dos seus versos encontram-se no discurso de saudação a Constâncio Alves, pronunciado por Félix Pacheco. Segundo Manuel Bandeira, se os poetas bissextos pensassem em eleger um patrono, "andariam bem escolhendo a nobre figura de Constâncio Alves".

## Academia Brasileira de Letras
Eleito em 6 de julho de 1922 para a Academia Brasileira de Letras, foi recebido em 22 de agosto deste mesmo ano por Félix Pacheco.
Tinha vários amigos entre os fundadores da Academia, entre os quais se contavam José Veríssimo, Joaquim Nabuco e o próprio Machado de Assis, e poderia ter sido ele mesmo um dos fundadores. Bastava-lhe, para adquirir esse direito, reunir alguns dos seus artigos e publicar um livro. Preferia, no entanto, enviar diretamente aos leitores do seu jornal as páginas da sua cultura e da sua sabedoria. Posteriormente, nas vagas que iam ocorrendo na Academia, o nome dele surgia nas cogitações dos grandes eleitores. Na correspondência de Nabuco com Machado de Assis, seu nome era apontado como o de um candidato de grande mérito. Mas só em 1922 apresentou-se candidato, e foi eleito.
Na Academia, foi tesoureiro (1924, 1929), bibliotecário (1923, 1925 e 1926) e redator da Revista (1927). Fez o elogio a Ernest Renan (1923) e a Anatole France (1924); o discurso sobre Laurindo Rabelo, no centenário de nascimento do poeta (1926); a conferência no centenário de Júlio Verne (1928) e pronunciou o discurso de adeus a Rui Barbosa em nome da Academia (1923).

## Obras
- Da cremação e inumação perante a higiene, tese (1885)
- Figuras, perfis biográficos (1921)
- A sensibilidade romântica, conferência (1928)
- Memórias de Antônio Ipiranga, romance coletivo, cap. 4, na Revista da ABL (1928)
- Gregório de Matos, in: Obras de Gregório de Matos, IV Satírica, vol. 1 (1930) Santo Antônio.